# Xã Daneville, Quận Divide, Bắc Dakota
Xã Daneville (tiếng Anh: Daneville Township) là một xã thuộc quận Divide, tiểu bang Bắc Dakota, Hoa Kỳ. Năm 2010, dân số của xã này là 34 người.